# كيديناكورنر
كيديناكورنر (بالإنجليزية:Kidinakorner) هي شركة تسجيلات موسيقية أمريكية تأسست في 2011 من قبل كاتب ومنتج الأغاني البريطاني ألكس دا كيد.
تضم الشركة شركة تسجيلات، ودار نشر موسيقي، وإنتاجًا تجاريًا، ووكالة تسويق. وتضم الشركة أيضًا بعضًا من أبرز الفنانين في صناعة الموسيقى، بما في ذلك إماجن دراجونس وإكس أمباسدورس.

## مسار الشركة
أسس أليكس دا كيد الشركة في عام 2010. وفي 10 أغسطس 2010، كُشف عن توقيعه عقد نشر مع المغنية وكاتبة الأغاني الأمريكية سكايلر غراي. وفي 1 يونيو 2011، أعلنت شركة إنترسكوب، جيفن، إي آند إم ريكوردز التابعة لمجموعة يونيفرسال الموسيقية، عن توقيع ألكس دا كيد عقد مشروع مشترك لإطلاق علامته التجارية كيديناكورنر.
وجاء هذا الإعلان بعد أن أنتج ألكس دا كيد ثلاثًا من أشهر الأغاني المنفردة لعام 2010، وهي Airplanes وأحب طريقتك في الكذب وComing Home، بالإضافة إلى أغنية أنا بحاجة إلى طبيب لعام 2011.
وفي 14 يونيو 2011، أصدرت كيديناكورنر أول أغنية منفردة لسكايلر غراي بعنوان Dance Without You عبر التوزيع الرقمي. في نوفمبر 2011، وقّع ألكس دا كيد عقدًا مع فرقة الروك الأمريكية إماجن دراجونس، وفي عام 2012، أصدروا ألبومهم الأول الرؤى الليلية. تضمّن ألبوم الرؤى الليلية الأغنية المنفردة الحائزة على شهادة الماسية Radioactive، والتي قضت 87 أسبوعًا في قائمة بيلبورد هوت 100 الأمريكية، وهو رقم قياسي. في يناير 2013، وقّع المغني وكاتب الأغاني البريطاني جيمي إن كومنز عقد تسجيل مع كيديناكورنر/إنترسكوب. في عام 2015، أصدرت كيديناكورنر أول ألبوم لفرقة إكس أمباسادور، وهو VHS، والذي حصل على شهادة ذهبية من رابطة صناعة التسجيلات الأمريكية. في عام 2016، أصدر أليكس دا كيد أغنيته المنفردة الأولى Not Easy بمشاركة إكس أمبادورس وإيل كينج وويز خليفة.

## الفنانون البارزون
- إماجن دراجونس
- سكايلر غراي
- إكس أمبادورس
- جيمي إن كومنز

## قائمة المراجع
1. ↑  "UMG signs 'multi-faceted' deal with Alex Da Kid's KIDinaKORNER". Music Business Worldwide (بالإنجليزية الأمريكية). 19 Jan 2017. Archived from the original on 2024-11-08. Retrieved 2025-06-13.
2. 1 2  "Alex Da Kid: From Football To Music Recording". www.soundonsound.com. مؤرشف من الأصل في 2025-01-12. اطلع عليه بتاريخ 2025-06-13.
3. ↑  "Who Is Skylar Grey?". Complex (بالإنجليزية). Archived from the original on 2025-03-03. Retrieved 2025-06-13.
4. ↑  Zemler, Emily (26 Jul 2013). "40 Under 40 2013: Alex Da Kid, Producer/Founder of KIDinaKORNER". Billboard (بالإنجليزية الأمريكية). Archived from the original on 2023-03-22. Retrieved 2025-06-13.
5. ↑  "Hip Hop Producer Alex Da Kid Becomes The Creative Force Guiding Rock Band, Imagine Dragons! - Clizbeats.com". Clizbeats.com (بالإنجليزية الأمريكية). 21 Jun 2012. Archived from the original on 2024-07-23. Retrieved 2025-06-13.

## إقرأ أيضا
- فرقة إماجن دراجونس الموسيقية
- المغنية ساكيلر غراي
- ألبوم الرؤى الليلية
- ألكس دا كيد

## وصلات خارجية
- كيديناكورنر على قاعدة بيانات ديسكوغز (الإنجليزية).
- كيديناكورنر على موسوعة ميوزيك برينز (MBRG).
- كيديناكورنر على موقع جينيس (الإنجليزية).